# Église Saint-Dominique d'Arezzo

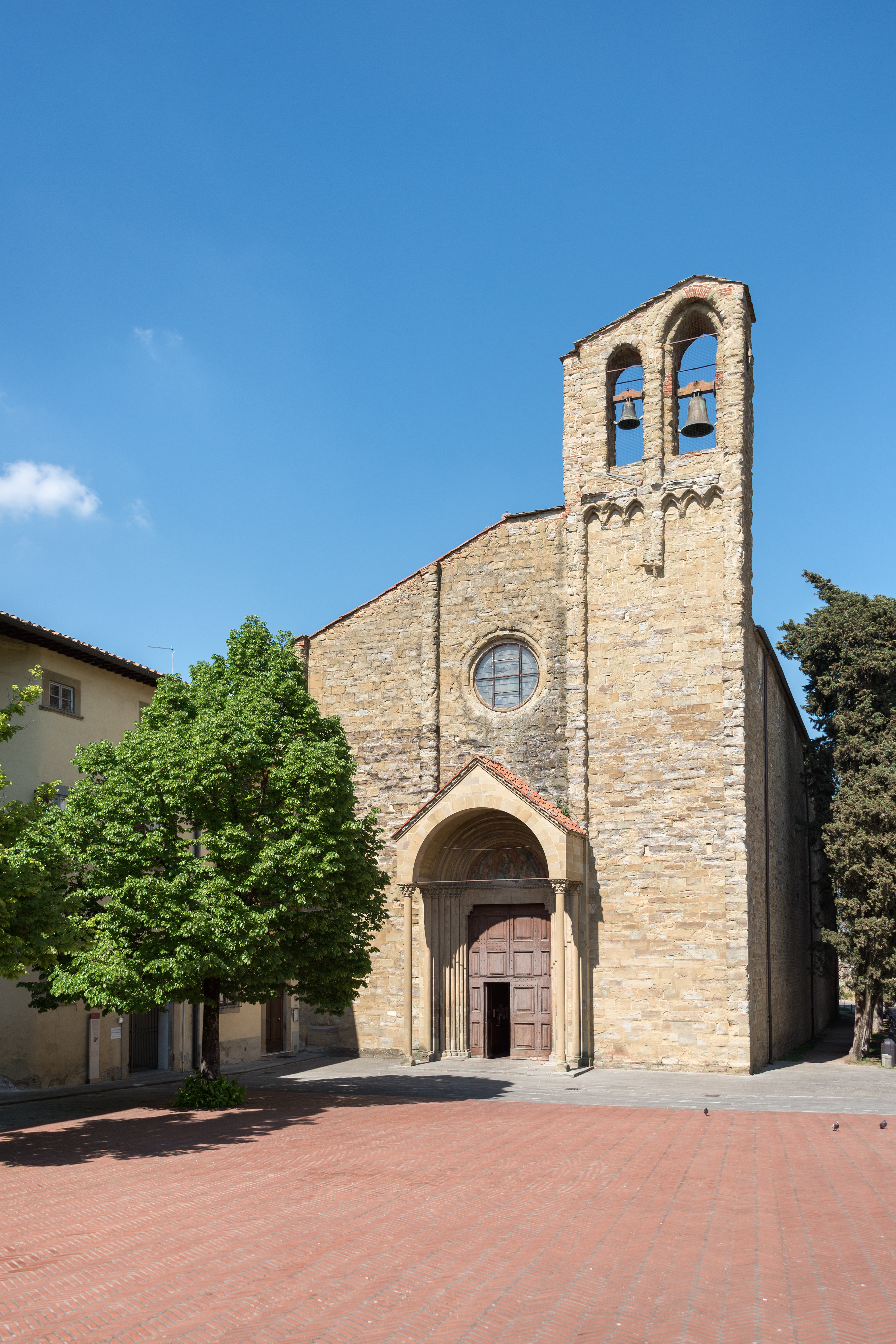
Façade

L'église Saint-Dominique est une des églises d'Arezzo en province de Sienne, renommée par sa croix peinte  de Cimabue, un des chefs-d'œuvre du Duecento.
Elle est située du côté nord des murs de fortification sur la Piazzetta Fossombroni.

## Histoire
Sa construction commence en 1275 et se termine au XIVe siècle. L'église fait l'objet de restaurations au XXe siècle qui lui redonne son aspect d'origine.

## Architecture
Son portail est roman. Sa chapelle est gothique et son campenard à deux baies, est équipé de deux cloches du XIVe siècle.
Son plan est de type cabane à une seule salle. Elle comporte une nef et sa voûte est à charpente apparente.
L'intérieur est éclairé par des vitraux modernes. 

## Œuvres
- Le Crucifix monumental du maître-autel est de Cimabue jeune (1265-1268) et il ne lui fut attribué qu'en 1927, par Pietro Toesca. C'est une œuvre a tempera sur bois de 336 × 267 cm. Les bras du crucifix comportent des tabellone (tableaux annexes représentant la Vierge Marie et saint Jean-Baptiste, de part et d'autre). L'ajout en tondo (Christ bénissant) au sommet est l'œuvre d'un autre artiste.
- Les fresques I Santi Filippo e Giacomo Minore e storie della loro vita e di Santa Caterina et L'Annonciation (1395-1400), sont des œuvres de la maturité de Spinello Aretino.
- La Crucifixion et trois saints est de son fils Parri Spinelli.
- La chapelle Dragondelli est de facture gothique et comporte un autel sculpté par Giovanni di Francesco (1368).
- Jésus parmi les docteurs de la foi, est une œuvre de Gregorio e Donato d'Arezzo (act. 1315-1340).
- Le triptyque de saint Michel archange et les saints Dominique et Paul est attribué au Maestro del Vescovado (le Maître de l'Évêché) vers 1330.
- Une Vierge et l'Enfant en pierre, qui protégeait la porte San Biagio, vers 1330.
- La lunette abrite une fresque de Lorentino d'Andrea (1430-1506), Vierge à l'Enfant entre saint François et saint Dominique.

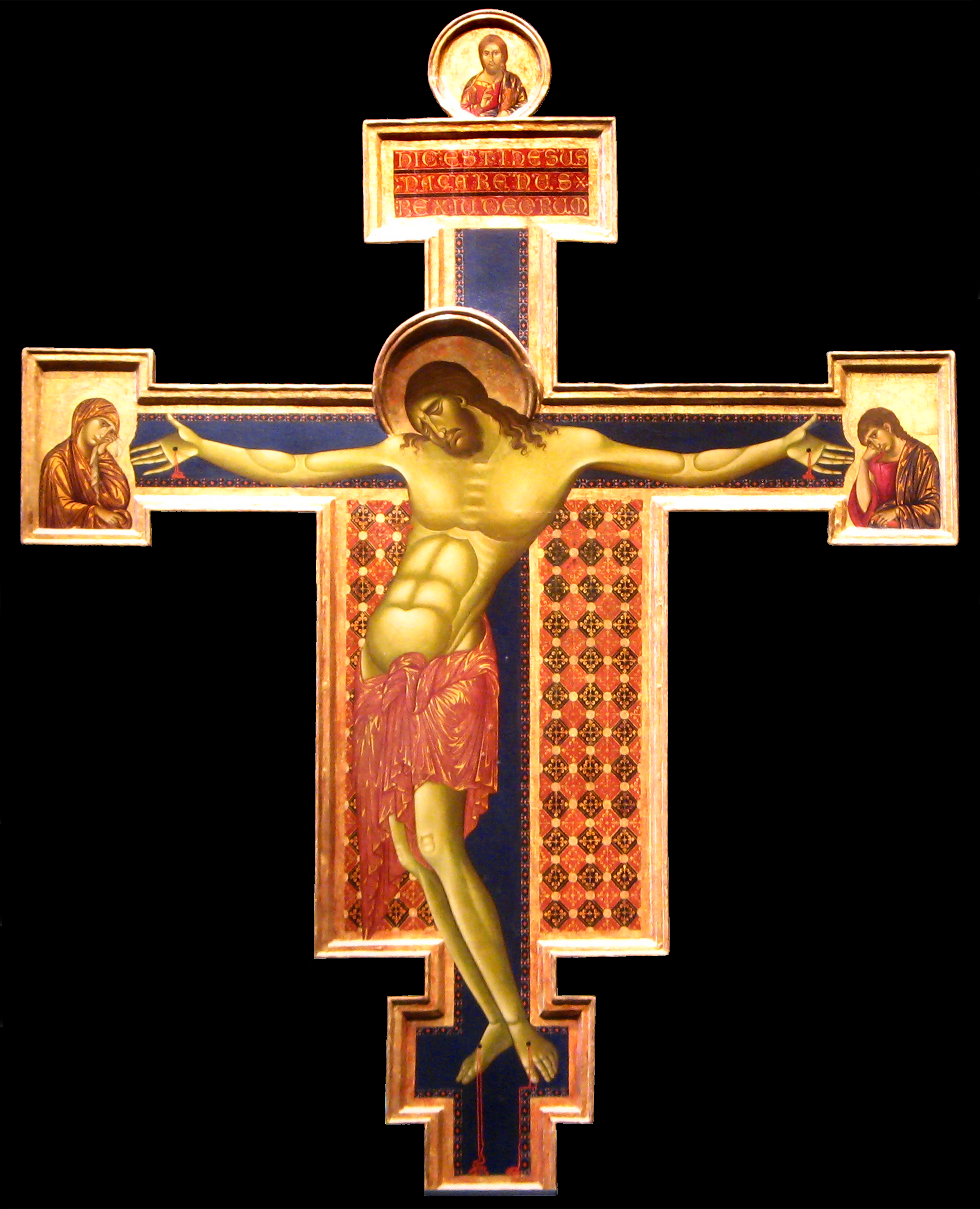
Crucifix de Cimabue. Tempera sur bois,  336 × 267 cm, 1265-1268.
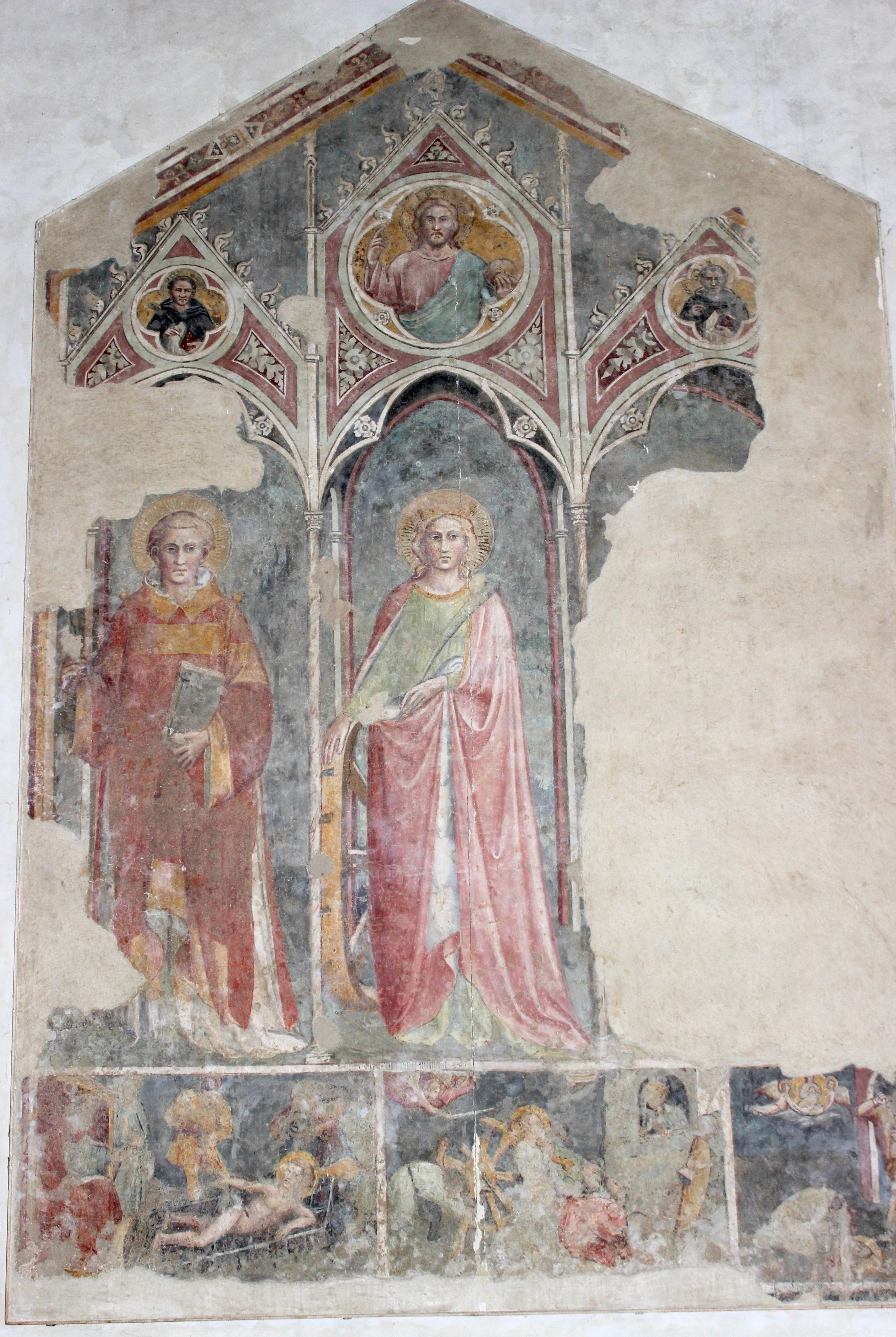
Fresque de l'école de Spinello Aretino, avec "Sainte Catherine d'Alexandrie, Saint Laurent et Sainte Barbe ». Début du XVe siècle.
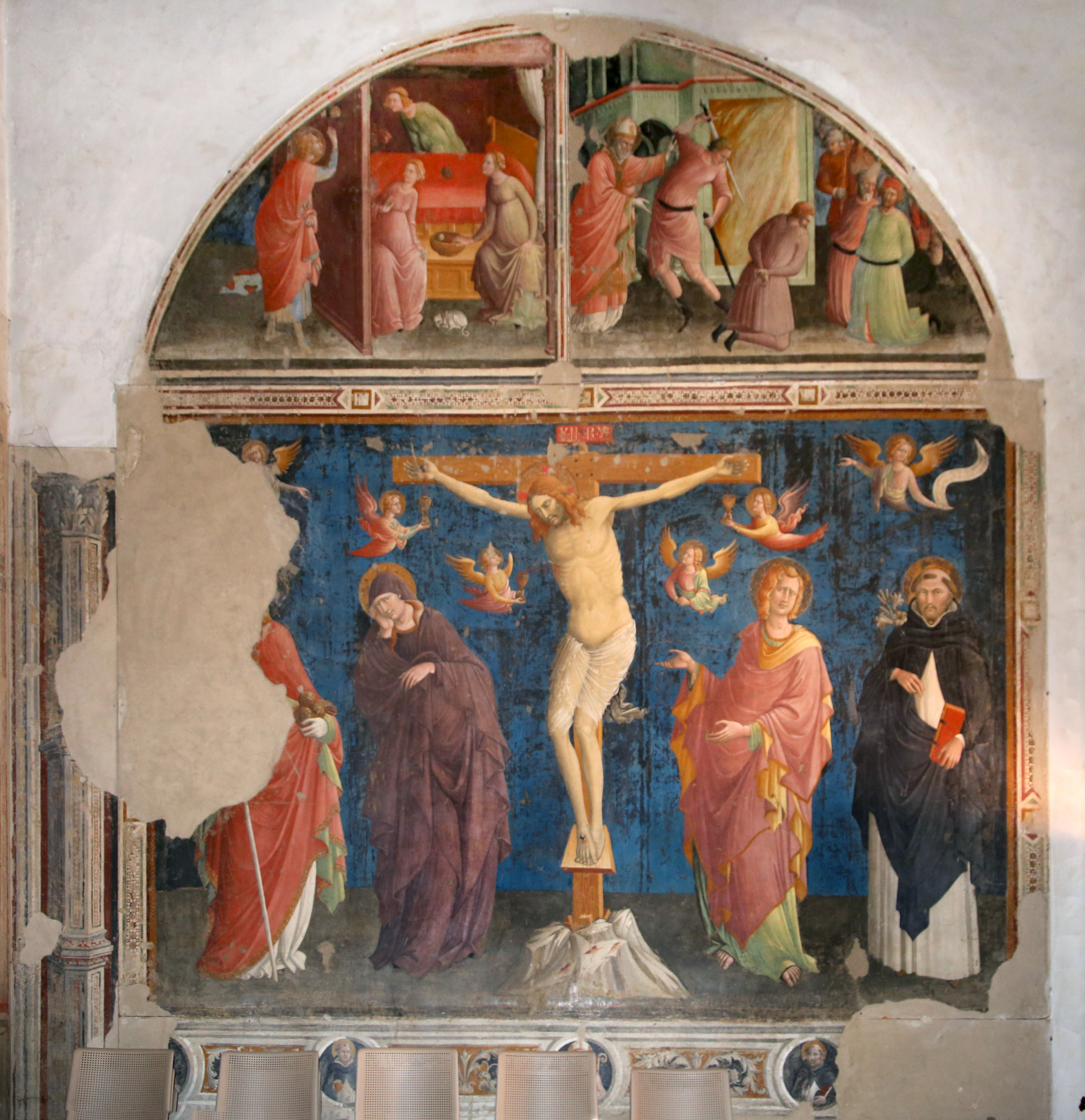
Parri Spinelli. Crucifixion entre la Vierge et les Saints; lunette: Histoires de Saint Nicolas, vers 1435-37. Fresque.
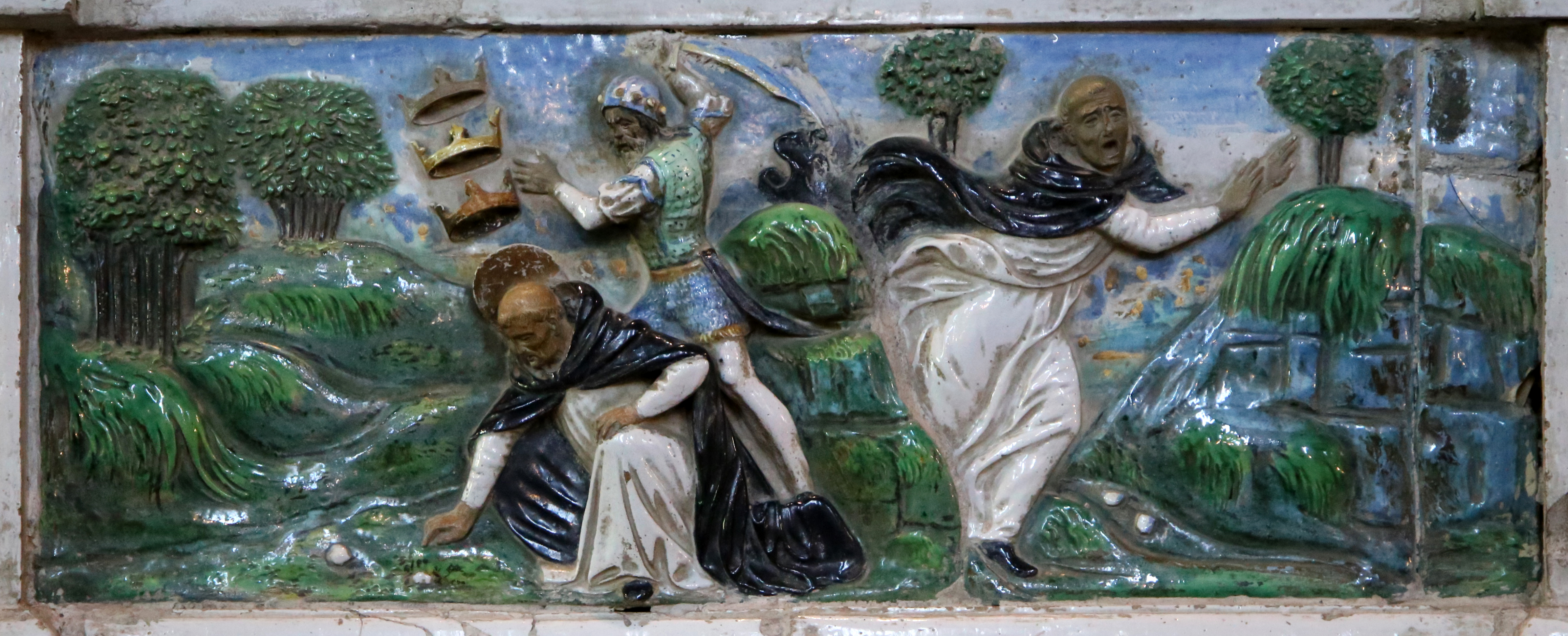
Giovanni et Girolamo della Robbia. Terracotta invetriata, vers 1515-20.  Martyre de Pierre de Vérone.
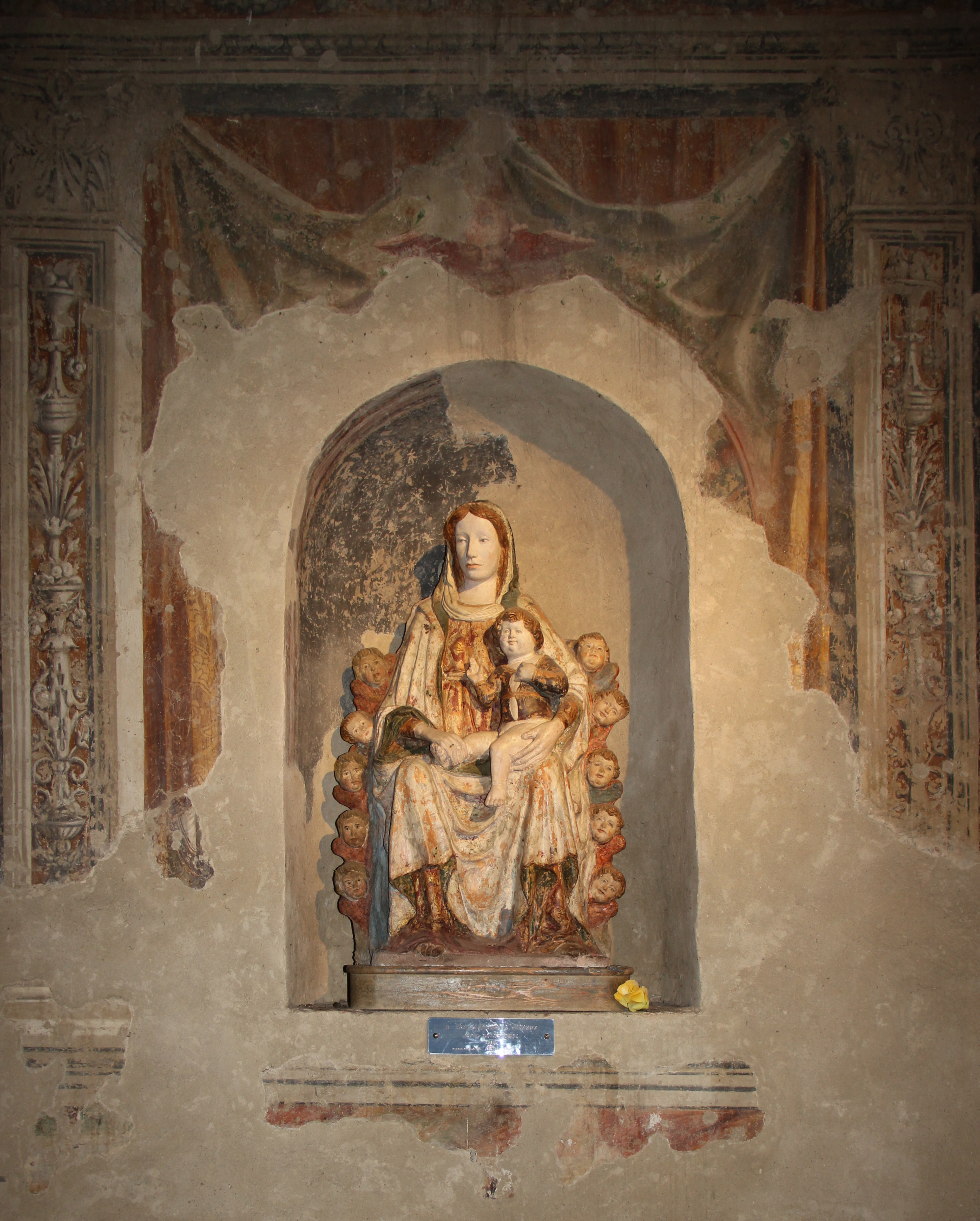
Ecole toscane, Vierge à l'Enfant entre chérubins et séraphins. Terre cuite polychrome, XVIe siècle